# Spike (rakéta)
A Spike egy izraeli fejlesztésű irányított páncéltörő rakéta. A rakéta infravörös képalkotó illetve elektro-optikai rávezetést alkalmaz. A célpontját magas röppályán felülről közelíti meg annak érdekében, hogy a harckocsik a legkevésbé védett pontját: a tetőpáncélzatot áttörje. Ez az ún. top-attack repülési profil az aktív védelmi rendszerek (APS) számára is kihívást jelent, a rakéta tandem kumulatív robbanófeje pedig reaktív páncélzatok (ERA) ellen is hatásos. Az reaktív páncélzat semlegesítése után a fő harcirész több mint 900 mm homogén acélpáncélzat átütésére képes.
A rakéta indítás után típusváltozat függvényében vezetéken vagy rádiókapcsolaton keresztül közvetíti a cél képét az indító berendezés felé, így a célpont az indítás után is kiválasztható ("fire, observe and update") vagy megváltoztatható. Amennyiben célpont az indítást észlelve ködfüggönybe burkolózik és pozíciót vált, a rakéta szem elől veszítheti a célpontot. Ebben az esetben, a kezelő manuálisan irányíthatja a rakétát a célpont becsült új tartózkodási helyére, növelve ezzel a találat valószínűségét vagy akár új célpontot is kijelölhet a rakéta számára. Természetesen a rakéta képes teljesen önálló célra vezetésre  is ("fire and forget") – az indítást követően a kezelő azonnal pozíciót válthat vagy újabb rakétát indíthat.
A Spike egyik legelterjedtebb irányított páncéltörő rakéta: különféle változatait mintegy 36 ország rendszeresítette idáig A Magyar Honvédség is a rendszeresítők között van.

## Típusváltozatok és jellemzőik
A Spike rakéta számos változata létezett története során, ám a rakétát kifejlesztő Rafael Advanced Defense Systems Ltd. jelenleg öt változatot tart kínálatában.

### Spike LR2
Ez tekinthető a legelterjedtebb alaptípusnak: földről indítva hatótávolsága 5,5 km, míg helikopterről indítva 10 km-re lévő célokat is támadhat. Járművekről, helikopterekről illetve gyalogság által hordozható állványról is indítható. Páncéltörő vagy több célú repeszromboló harci résszel rendelkező változata is van.

### Spike ER2
Ez a változat földről indítva 10 km-re, míg helikopterről indítva 16 km-re lévő célokat is elér. A nagyobb hatótávolság miatt vezeték helyett rádiókapcsolaton keresztül kommunikál az indítóval. Elsődlegesen helikopterek számára ideális fegyverzet, de föld indítókból is bevethető. Nagy előnye, hogy célkoordinátákra is indítható anélkül, hogy cél egyáltalán látható lenne a indító járműből, helikopterből. Többféle robbanófejjel gyártják: harckocsik mellett akár kisebb hajók és épületek ellen is hatásos lehet.

### Spike NLOS
Nagy hatótávolságú változat, amely akár 30 km-re lévő célokat is támadhat – csupán a cél koordinátáinak ismerte szükséges ehhez. Földi vagy légi járművekről egyaránt indítható. Többféle robbanófejjel gyártják: harckocsik mellett akár kisebb hajók és épületek ellen is hatásos lehet. A rakétát kifejlesztő RAFAEL vállalat már dolgozik azon, hogy a fegyver hatótávolságát 50 km-re növelje.

### Spike SR
Könnyű kis hatótávolságú változat 2 km-es hatótávolsággal. Akár egyetlen katona is könnyen hordozhatja illetve használhatja. Nagyobb „testvéreivel” ellentétben viszonylag egyenes, nem felülről támadó repülési profilt alkalmaz.

### AEROSPIKE
Az AEROSPIKE könnyű, szubszonikus merev szárnyú repülőgépek számára kifejlesztett változat amely az LR2 változaton alapul. A nagyobb indulási sebességnek köszönhetően a rakéta akár 30 km-re lévő célokat is támadhat. A rakéta számára a Rafael kidolgozott egy áramvonalas, négy rakétás indító konténert, amely viszonylag nagy légellenállása miatt nagy sebességű repülőgépeken korlátozások mellett alkalmazható csak.

A Spike rakéta metszetrajza
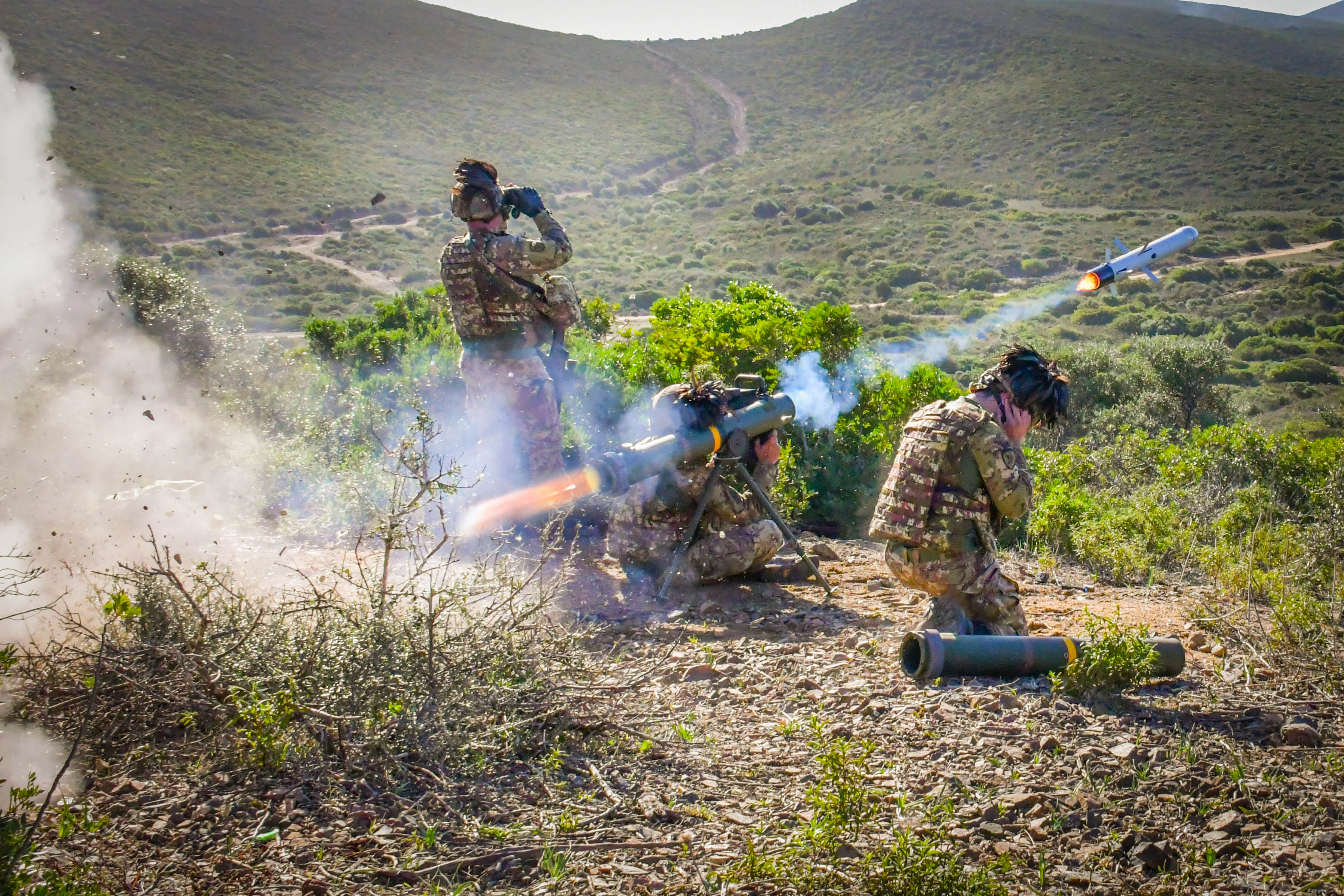
Spike rakéta indítása egy olasz katonai lőtéren
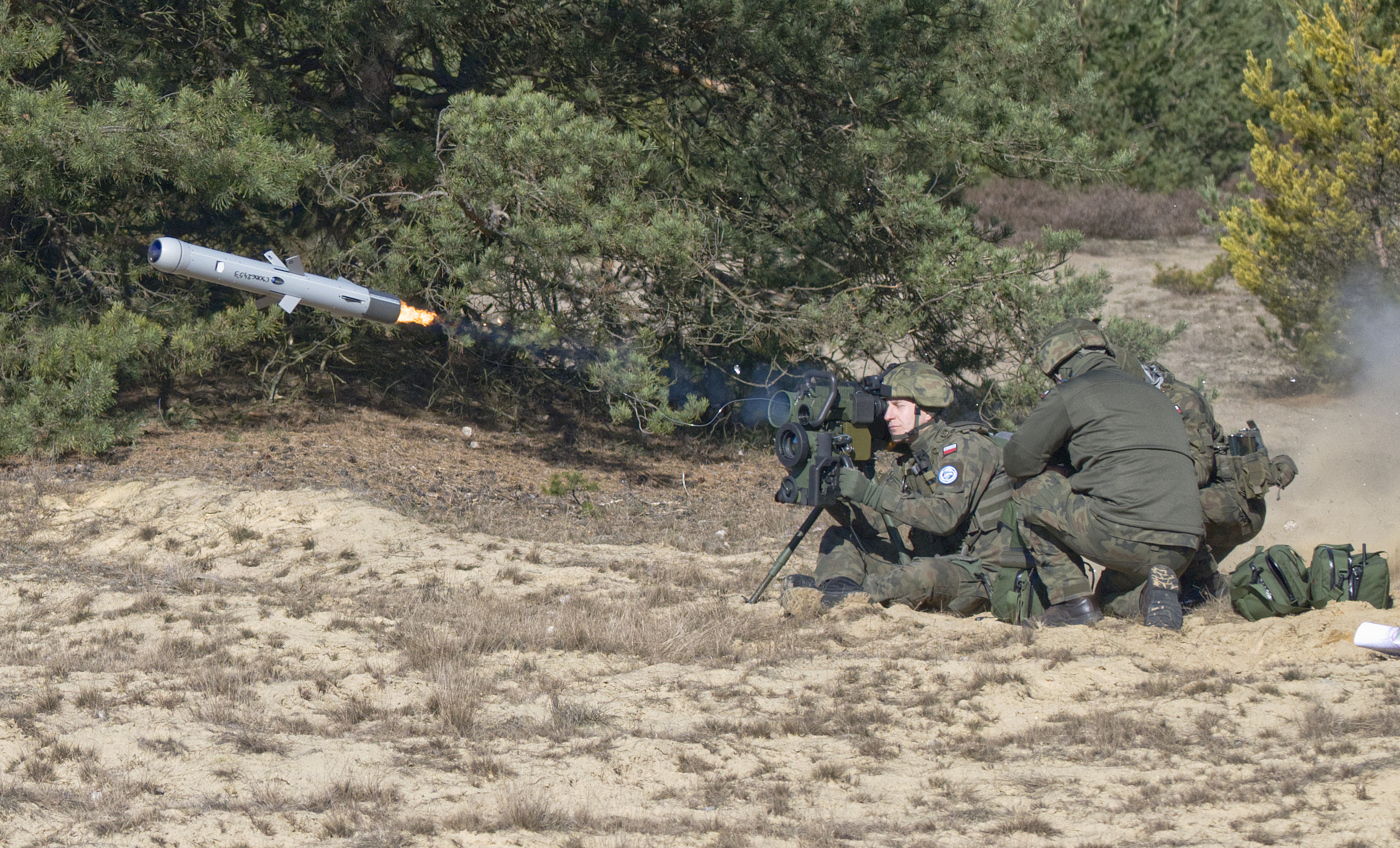
Rakétaindítás: még ég az indító hajtómű, ami biztonságos csőelhagyásért felel és a vezérsíkok sem nyíltak ki teljesen.
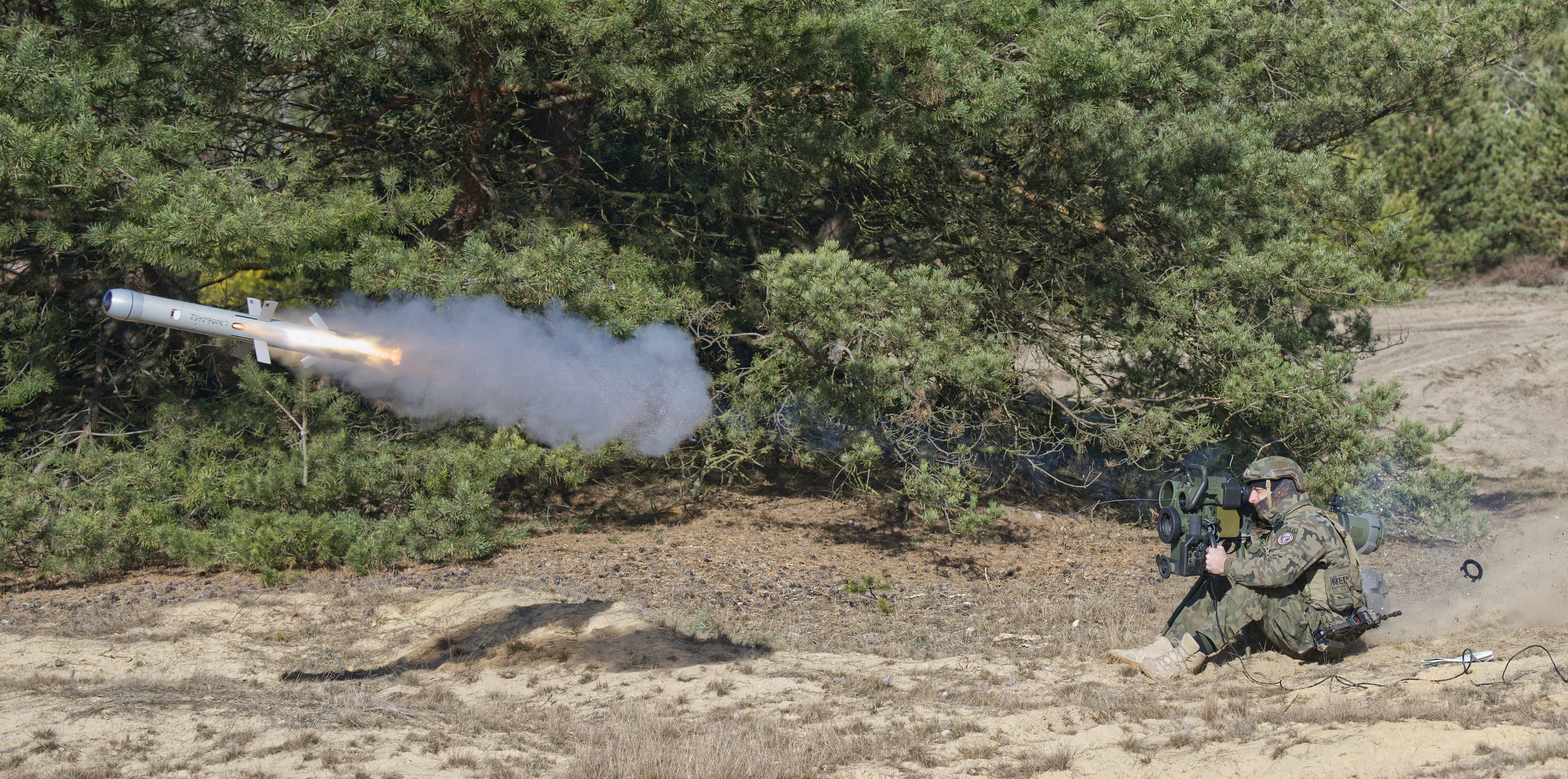
A Spike rakéta oldalt elhelyezett főhajtóművei beindultak és repül célja felé.
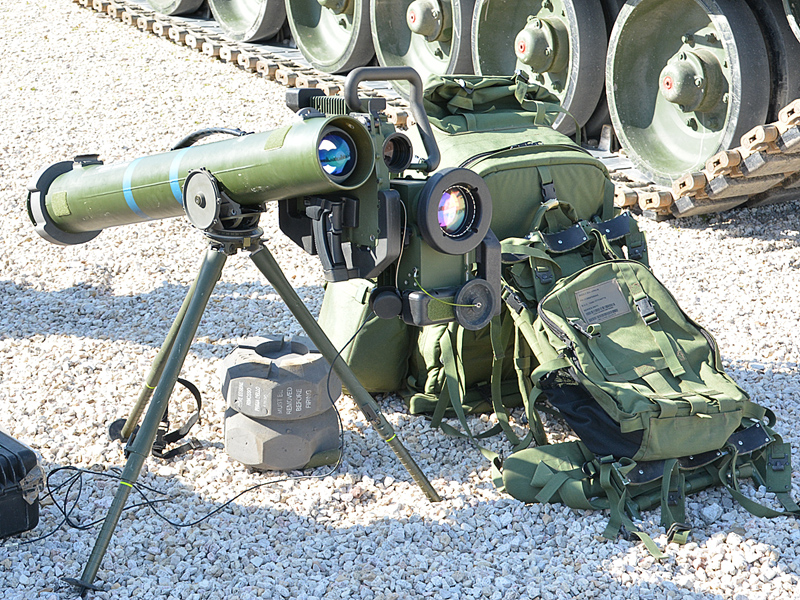
Spike LR2 indító
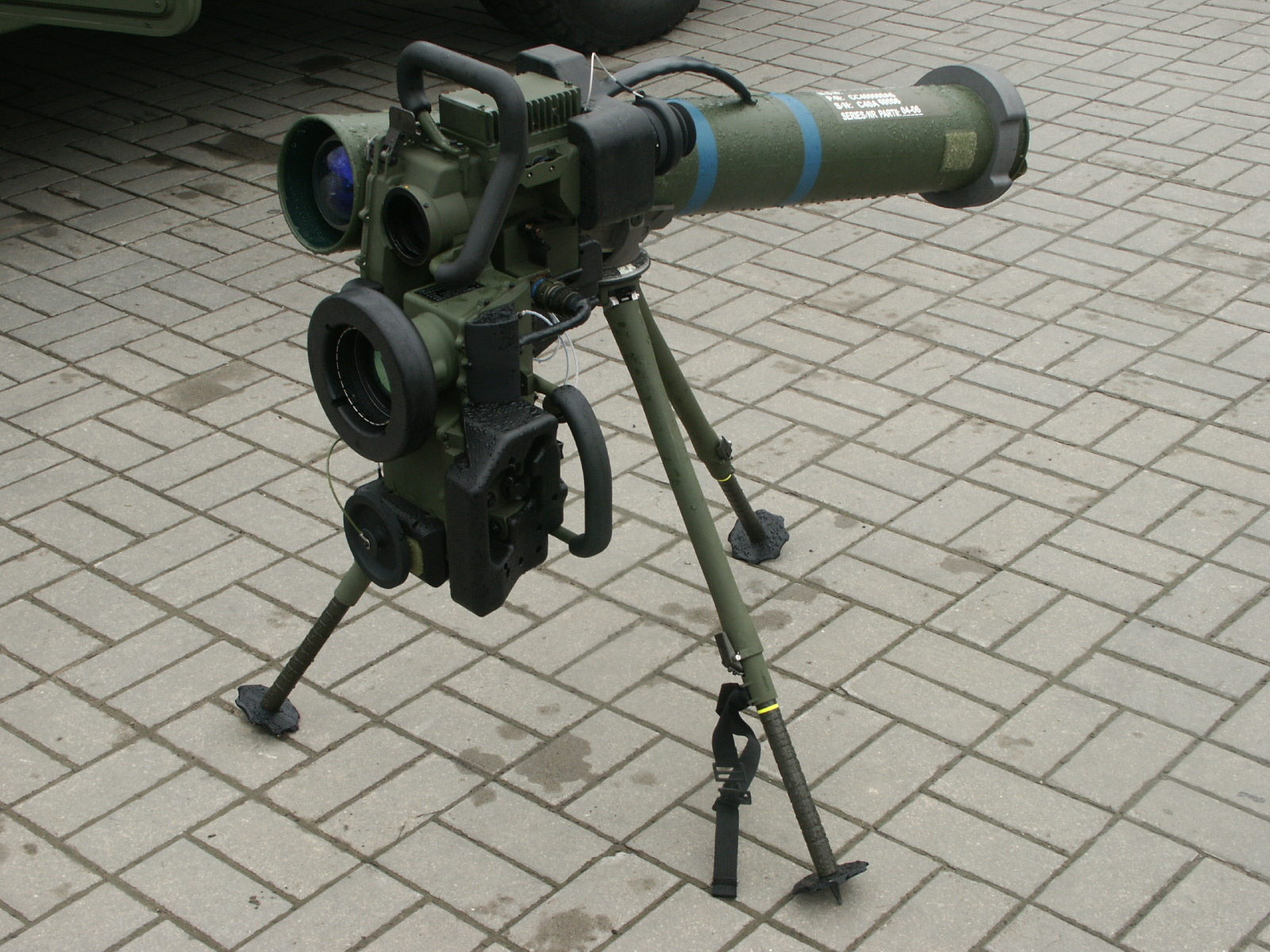
Spike LR indító
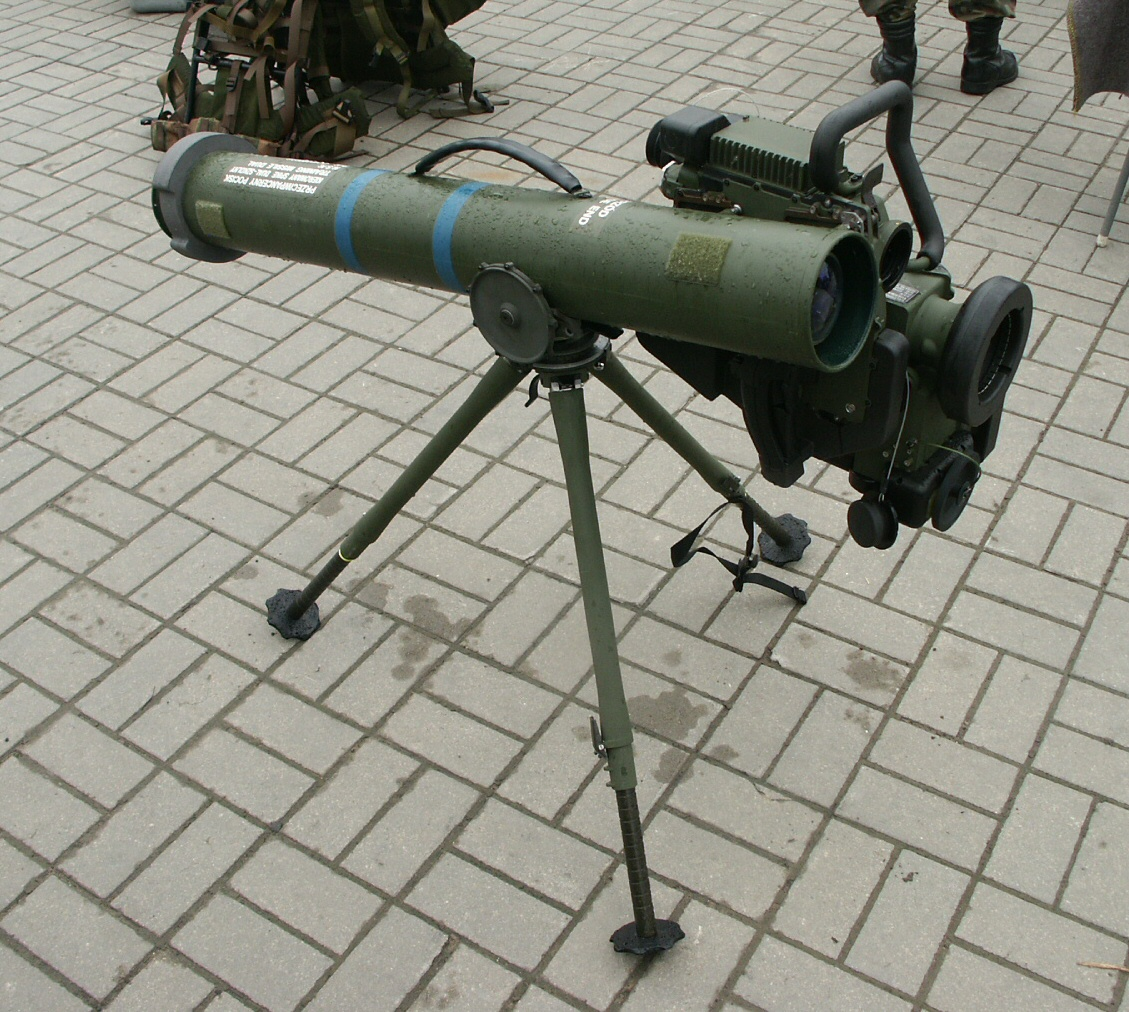
Spike LR indító
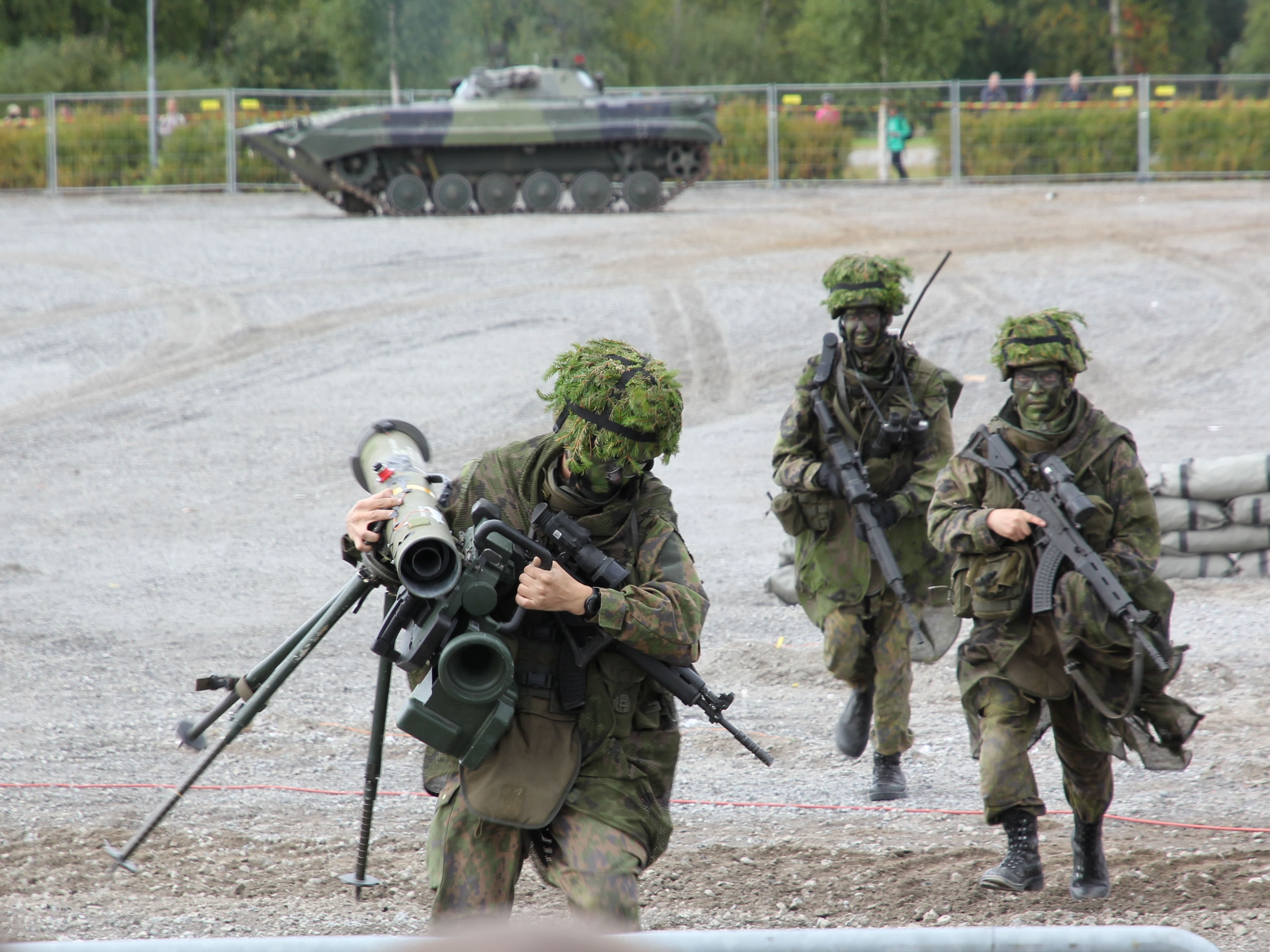
Áttelepítés lábon
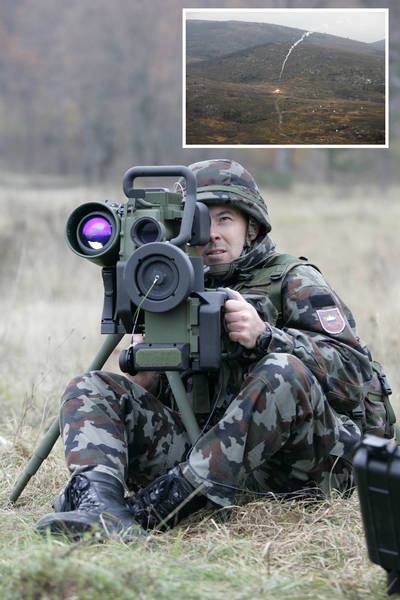
Szlovén katona Spike rakétával
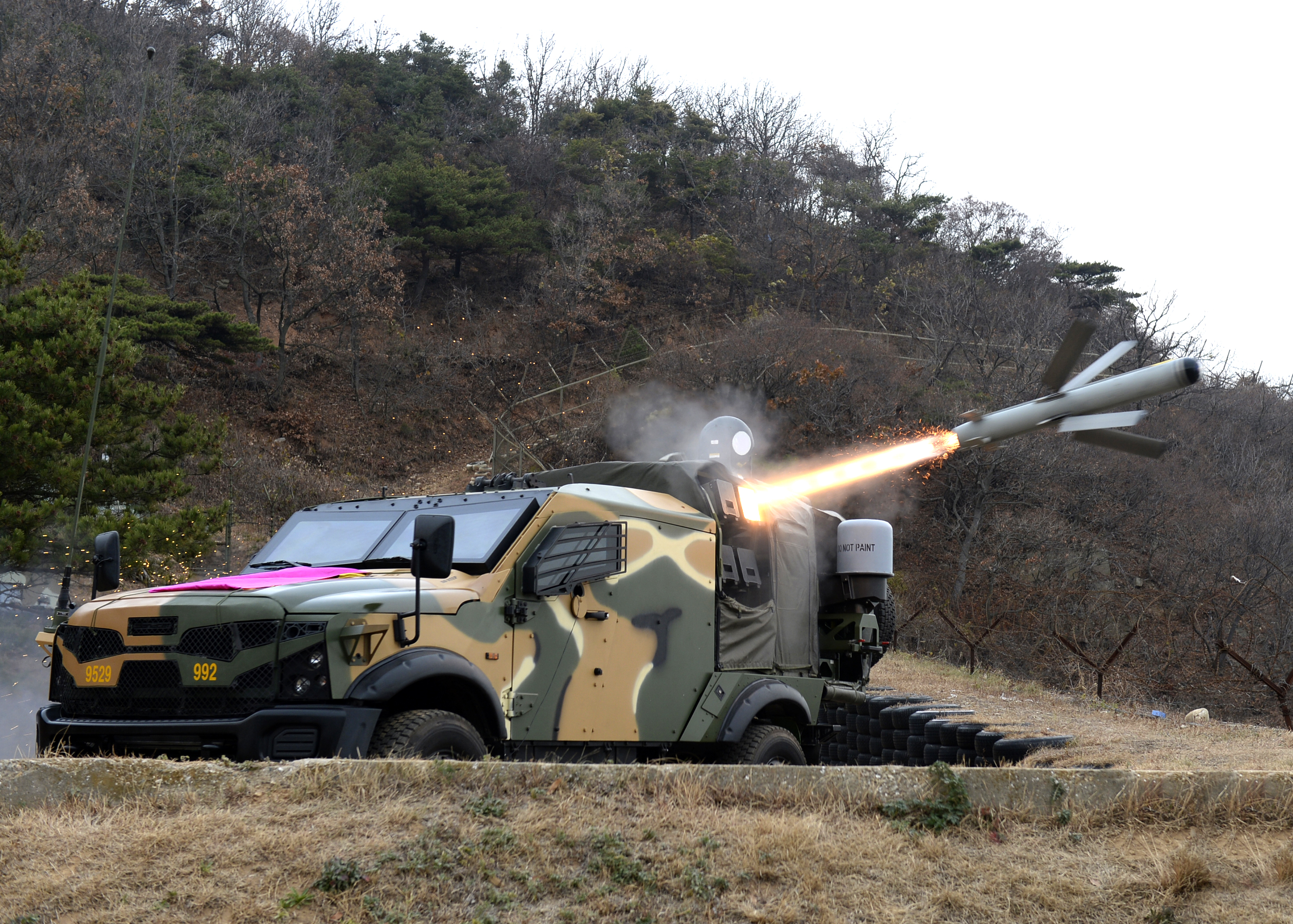
Egy dél-koreai Sandcat terepjáró nagy hatótávolságú Spike NLOS-t indít
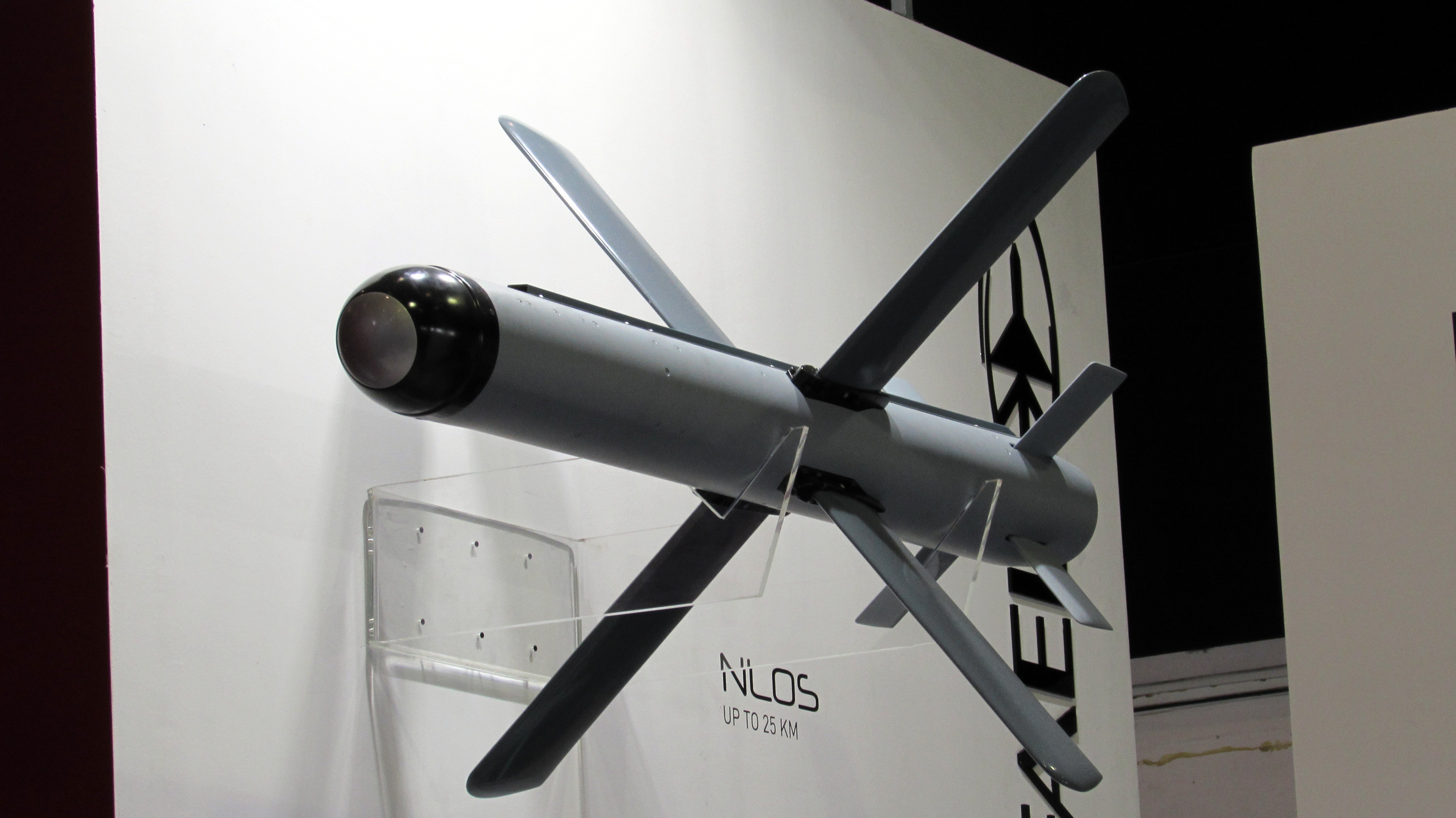
A nagy hatótávolságú NLOS verzió
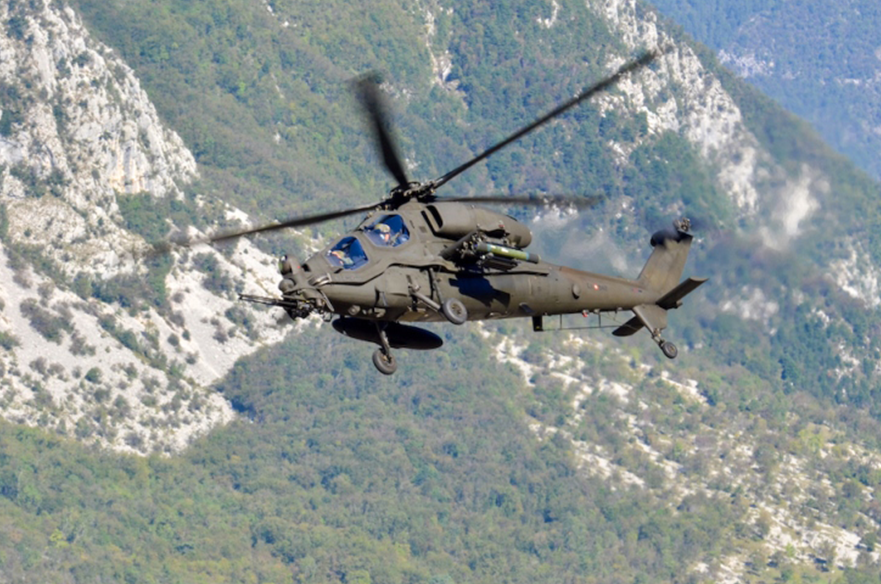
Spike rakéta A-129 helikopterre függesztve

## Spike rakéták a Magyar Honvédségben
2021 júliusában ismeretlen számú LR2 változatú Spike rakétát rendeltek meg a Honvédség új Lynx gyalogsági harcjárművei számára.
Az Airbus Helicopters megkezdte az integrációs teszteket a Magyar Légierő kötelékében is repülő H145M típusú helikoptereken, aminek célja, hogy képes legyen hordozni és bevetni a Spike ER2 rakétákat. Az első éles lövészet 2022 februárjában megtörtént és várhatóan az év végéig be is fejeződik az integrációs folyamat. A Honvédség érdeklődést mutatott a H145M páncéltörő képességének megteremtése iránt, így feltételezhető, hogy a sikeres fegyverintegráció után Spike ER2 rakétákat is rendszeresítenek a Magyar Honvédségnél. A Spike rakéták megjelenése a Honvédség helikopterein 2025-ben várható.
2021-ben „megkezdődött  közepes hatótávolságú hordozható irányított páncéltörő rakétakomplexum beszerzési folyamata”, amely a Spike LR2 állványos gyalogsági változatának megrendelését jelenti.
Az első magyarországi Spike-rakétás éleslövészetre 2023 májusában került sor a hajmáskéri lőtéren.

## Hasonló rakéták
Az alábbiakban közepes hatótávolságú, felülről támadó infravörös elektrooptikai rávezetés alkalmazó rakéták összehasonlítása látható.  Az adatok forrása az adott rakéta wikipédia szócikke, kivéve ahol ez külön jelezve van.
| Típus     | Fejlesztő ország          | Hatótávolság | Páncélátütés | Rakéta tömege | Indító tömege | Teljes tömeg | Hossz  | Man-in-the-Loop |
| --------- | ------------------------- | ------------ | ------------ | ------------- | ------------- | ------------ | ------ | --------------- |
| Akeron MP | Franciaország             | 5 km         | 1000 mm RHA  | 15 kg         | 11 kg         | 26 kg        | 1,3 m  | igen            |
| Spike LR2 | Izrael                    | 5,5 km       | 900 mm RHA   | 13 kg         | 12 kg         | 25 kg        | 1,17 m | igen            |
| Javelin   | Amerikai Egyesült Államok | 4 km         | 600 mm RHA   | 15,9 kg       | 6,2 kg        | 22,3 kg      | 1,1 m  | nem             |

(Man-in-the-Loop: adatkapcsolat megléte a rakéta és az indító között, a kezelő célt válthat a kilövés után is, irányíthatja a rakétát.)